# Ногароле Рока
Ногаро̀ле Ро̀ка (на италиански: Nogarole Rocca; на венециански: Nogarole Roca, Ногароле Рока) е малко градче и община в Северна Италия, провинция Верона, регион Венето. Разположено е на 37 m надморска височина. Населението на общината е 3677 души (към 2015 г.).